# Danny Barber (Mörder)
Danny Lee Barber (* 8. Mai 1955 in Los Angeles County, Kalifornien; † 11. Februar 1999 in Walker County, Texas) war ein US-amerikanischer Serienmörder, der 1999 hingerichtet wurde.

## Ereignisse
Barber wurde wegen Mordes an der 50-jährigen Janice Ingram im Oktober 1979 in Dallas County verhaftet, die er nach einem missglückten Einbruch in ihrem Haus erschlagen hatte. Er war aufgrund eines Fingerabdruckes überführt worden und legte ein Geständnis ab. Im Mai 1980 gestand er die Ermordung der 48-jährigen Mercedes Mendez vom Januar 1979 in Dallas County. Er hatte Mendez misshandelt und mit drei Kopfschüssen getötet. Zudem gestand er die Ermordung von Mary Caperton im April 1980 und die Tötung einer weiteren Frau im Juni 1978.
Er wurde im August 1980 für den Mord an Janice Ingram zum Tode verurteilt. Für die anderen drei Morde wurde er zusätzlich zu einer lebenslangen Haftstrafe verurteilt. Im Februar 1999 wurde er in der Huntsville Unit mit der Giftspritze hingerichtet.